# Hypsophila tamerlana
Hypsophila tamerlana är en fjärilsart som beskrevs av Otto Staudinger 1901. Hypsophila tamerlana ingår i släktet Hypsophila och familjen nattflyn. Inga underarter finns listade i Catalogue of Life.